# Holger Zeigan
Holger Zeigan (* 1972 in Köln) ist ein deutscher Theologe und Autor.

## Leben
Holger Zeigan studierte auf Lehramt an der Universität Siegen und promovierte dort 2003 bei Michael Bachmann im Fach Theologie. Er ist stellvertretender Schulleiter eines Gymnasiums in Siegen.

## Schriften
- Aposteltreffen in Jerusalem. Eine forschungsgeschichtliche Studie zu Galater 2,1-10 und den möglichen lukanischen Parallelen (= Arbeiten zur Bibel und ihrer Geschichte, Band 18). Evangelische Verlagsanstalt, Leipzig 2005, ISBN 3-374-02315-0 (Dissertation, Universität Siegen).
- Es ist noch kein Frommer vom Himmel gefallen … Ein religiöser Dialog im Fahrstuhl. LIT, Berlin 2010, ISBN 978-3-89781-178-2.
- Anthropologie. Die Natur des Menschen. Vandenhoeck & Ruprecht, Göttingen 2012/2017.

1. Themenheft für den evangelischen Religionsunterricht in der Oberstufe. 2012, ISBN 978-3-525-77006-1.
2. Kopiervorlagen für den evangelischen Religionsunterricht in der Oberstufe. 2017, ISBN 978-3-525-77022-1.

- Die Bibel. Entstehung, Wirkung, Botschaft. Vandenhoeck & Ruprecht, Göttingen 2013.

1. Themenheft für den evangelischen Religionsunterricht in der Oberstufe. 2013, ISBN 978-3-86991-971-3.

- Rom Spaziergänge. Eine siebentägige Reise durch die ewige Stadt. Monsenstein & Vannerdat, Münster 2013, ISBN 978-3-86991-971-3.